# 2022년 발리 G20 정상회의

2022년 발리 G20 정상회의(2022 G20 Bali summit, 인도네시아어: Konferensi Tingkat Tinggi G20 Bali 2022)은 2022년 11월 15~16일 인도네시아 발리주 누사두아에서 열린 제17차 G20 회의이다. 인도네시아의 의장직은 12월 1일에 시작되었다. 2022년 4분기 정상회담을 앞두고 2021년 4분기 정상회담을 앞두고 있었던 G20 의장직 이양식은 로마 회담 폐막식에서 마리오 드라기 이탈리아 총리로부터 조코 위도도 인도네시아 대통령에게 G20 의장직 의사봉이 전달되는 친밀한 행사로 진행됐다. G20의 청소년 참여 그룹인 유스20(Youth20, Y20)은 G20 지도자 정상회담에 앞서 2022년 7월 자카르타와 반둥에서 Y20 인도네시아 2022 정상회담을 개최했다.